# Веном: Последний танец
«Ве́ном: После́дний та́нец» (англ. Venom: The Last Dance) — американский супергеройский фильм по мотивам комиксов Marvel Comics об одноимённом антигерое, снятый Келли Марсел и написанный ею совместно с Томом Харди; продолжение картин «Веном» (2018) и «Веном 2» (2021), заключительная часть трилогии «Веном» и пятый и предпоследний кинокомикс в медиафраншизе «Вселенная Человека-паука от Sony». Произведён кинокомпанией Columbia Pictures в сотрудничестве с Marvel и выпущен в прокат дистрибьютором Sony Pictures Releasing. Роль Эдди Брока / Венома, как и в предыдущих частях, исполнил Харди. В фильме также сыграли Чиветел Эджиофор, Джуно Темпл, Рис Иванс, Стивен Грэм, Пегги Лу, Кларк Бако, Аланна Юбак и Энди Серкис.
В августе 2018 года Харди сообщил, что подписал контракт на исполнение роли Брока / Венома в трёх фильмах. Разработка финальной части трилогии началась в декабре 2021 года, после выхода второго фильма. В июне 2022 года Марсел и Харди подготовили сценарий, а в октябре этого же года Келли заняла режиссёрское кресло. Съёмки начались в конце июня 2023 года в Испании, но были остановлены в следующем месяце вследствие забастовки SAG-AFTRA. В ноябре, после окончания забастовки, съёмки возобновились и, к концу февраля 2024 года, завершились. В марте 2024 года триквел получил подзаголовок «Последний танец» (англ. The Last Dance).
«Веном: Последний танец» вышел в мировой прокат 21 октября 2024 года, а в США 25 октября 2024 года. Лента получила смешанные отзывы от критиков.

## Сюжет
Эдди Брок и симбиот Веном напиваются в баре в Мексике. После того, как их перенесло обратно в их вселенную, они громят бар и уходят. После того, как случилась недавняя битва с Карнажем и убийство Клетуса Кэседи попали в заголовки газет, а на имя Эдди был выписан ордер на арест, они находятся в бегах. Эдди отправляется в Нью-Йорк, чтобы попытаться очистить своё имя. А тем временем их начинает преследовать некий Ксенофаг. События привлекают внимание генерала Рекса Стрикленда, который работает в Зоне 51, готовящейся к выводу из эксплуатации, и исследует других симбиотов, которые попали на Землю. Патрик Маллиган, который, как выяснилось, пережил встречу с Карнажем, был схвачен солдатами Стрикленда после того, как другой симбиот оставил его умирать, ускользнув от солдат. Стрикленд хочет привезти Эдди и Венома по отдельности, чтобы они смогли узнать о цели прибытия симбиотов на Землю.
Во время посадки на борт самолёта, направляющегося в Нью-Йорк, Эдди и Веном подвергаются нападению Ксенофага, выслеживающего их, и вынуждены выпасть с самолёта на пустынное поле. Веном объясняет Эдди, что на них охотятся по приказу создателя симбиотов, именуемого Наллом. Налл одержим поисками Кодекса, часть которого может быть обнаружена в истинной форме Венома, чтобы освободиться из тюрьмы, в которую его давным-давно заманили симбиоты. Кодекс создаётся, когда симбиот воскрешает своего умершего носителя (как во время событий в Сан-Франциско, Веном возродил Эдди) и их жизни становятся одним целым. Попав в засаду, устроенную Стриклендом и его командой, и едва сбежав и от них, и от Ксенофага, Эдди в конце концов натыкается в лесу на путешествующую семью хиппи, Мартина и Нову Мун вместе с двумя их детьми, и те предлагают ему прокатиться в Лас-Вегас. Тем временем новый симбиот Маллигана сообщает Стрикленду и его команде об истинных намерениях Налла и роли Кодекса, который может быть уничтожен только в том случае, если умрёт либо Эдди, либо Веном.
Прибыв в Лас-Вегас, Брок и Веном встречают миссис Чен в казино, и Веном танцует с ней, прежде чем снова попадает в засаду Ксенофага. Внезапно прибывает команда Стрикленда, отделяет Венома от Эдди и доставляет их в Зону 51, где Эдди встречается с Маллиганом. Сэди освобождает Венома, и тот вновь соединяется с Эдди, чем снова выдаёт себя Ксенофагу, который прибывает на базу и убивает Маллигана. Веном освобождает других симбиотов, которые сливаются с Сэди и другими сотрудниками Зоны 51 и вместе нападают на Ксенофага. Эдди, Стрикленд, а также учёный Тедди Пейн сталкиваются с Мартином и его семьёй, которые также проникли в Зону 51 в поисках инопланетян. Налл находит местонахождение Кодекса и начинает посылать множество ксенофагов через порталы, чтобы истребить Венома. Эдди пытается заманить тварей подальше, чтобы спасти Мартина и его семью, которые спасаются бегством через сломанный забор снаружи. Понимая, что он должен отделиться от своего хозяина, чтобы уничтожить Кодекс и спасти вселенную, Веном прощается с Эдди и отделяется, сливаясь с ксенофагами и затаскивая их под опрыскиватель с кислотой, который он использует для уничтожения как себя, так и существ. Пейн со своим симбиотом спасают Сэди от взрыва, а Эдди теряет сознание.
Эдди приходит в себя в больнице, и федеральный чиновник сообщает ему, что благодаря их с Веномом героическим действиям в Зоне 51 все его судимости были сняты при условии, что он сохранит в тайне произошедшие события. Прибыв в Нью-Йорк некоторое время спустя, Эдди вспоминает о моментах с Веномом, глядя на Статую Свободы.
В первой сцене после титров Налл восклицает, что со смертью Венома вселенная больше не находится в безопасности. Во второй сцене после титров бармен из начала фильма в панике убегает из Зоны 51, а из-под обломков рядом с разбитым флаконом, в котором раньше был образец Венома, выползает чёрный таракан.

## В ролях
- Том Харди — Эдди Брок / Веном: журналист-расследователь, который является носителем инопланетного симбиота Венома, наделяющего его сверхчеловеческими способностями[9].
- Чиветел Эджиофор — Рекс Стрикленд: командир «Империума», который охотится на Брока и стремится заполучить Венома[10][11][12].
- Джуно Темпл — доктор Тедди Пейн: учёная из «Империума», преследуемая смертью своего брата от удара молнии, оставившего шрам на её руке; становится носительницей фиолетового симбиота с волосами в виде щупалец[12].
- Рис Иванс — Мартин Мун: хиппи и любитель инопланетян[13].
- Стивен Грэм — Патрик Маллиган: бывший детектив полиции, который заразился симбиотом после контакта с Карнажем и был оставлен им умирать прежде, чем попадает в плен к «Империуму». Грэм также озвучивает безымянного зелёного симбиота, с которым был соединён Маллиган[11].
- Пегги Лу — миссис Чен: владелица минимаркета и подруга Эдди Брока и Венома[14].
- Кларк Бако — Сэди Кристмас: научная сотрудница «Империума», временно слившаяся с Веномом, а впоследствии ставшая носительницей зелёного симбиота с четырьмя щупальцами[15].
- Аланна Юбак — Нова Мун: жена Мартина[13]
- Энди Серкис — Налл: создатель симбиотов, который ищет кодекс Эдди и Венома, чтобы освободиться из заточения на Клинтаре[16][17]. Режиссёр Келли Марсел сказала о выборе Серкиса — снявшем предыдущий фильм о Веноме, «Веном 2», — следующее: «По ходу работы над „Веномом 2“ мы знали, что он будет этим персонажем [Наллом], и поэтому нам удалось воплотить его в этом фильме»[18].

Хала Финли и Дэш Макклауд изображают детей Мартина — Эхо и Лиф Мун соответственно. Кристо Фернандес появляется в образе бармена, повторив свою роль из фильма «Кинематографической вселенной Marvel» «Человек-паук: Нет пути домой» (2021), а также играет версию персонажа из вселенной Венома. Рейд Скотт, исполнявший роль доктора Дэна Льюиса в первых двух фильмах о Веноме, предстаёт в картине в образе главы «Империума»; в титрах он указан как Дэн, хотя в фильме этот персонаж отсутствует.

## Производство

### Разработка
В августе 2018 года актёр Том Харди сообщил, что подписал контракт на участие в трёх фильмах о Веноме. В сентябре 2021 года Харди объявил, что представители Sony заинтересованы в масштабном пересечении франшиз «Кинематографическая вселенная Marvel» (КВМ) и «Вселенная Человека-паука от Sony» (SSU). Режиссёр фильма «Веном 2» (2021) Энди Серкис был готов взять на себя должность режиссёра триквела; в планы Серкиса входило исследование в будущих картинах института «Рэйвенкрофт» и показать кинозрителям других злодеев, содержащихся там, и только потом снять кроссовер с Человеком-пауком. В октябре стало известно, что Эми Паскаль обсуждала с Томом Холландом возможность появления первого в роли Питера Паркера / Человека-паука из КВМ в новых фильмах о Веноме. В декабре того же года Паскаль сообщила, что третья часть находится на стадии планирования.
В апреле 2022 года на CinemaCon Sony анонсировала разработку триквела. В июне Харди и Келли Марсел приступили к написанию сюжета. За возвращение к роли Венома в триквеле Том Харди получил гонорар в размере 20 млн долларов. В октябре 2022 года Келли стала режиссёром и продюсером фильма наряду с Ави Арадом, Мэттом Толмаком, Эми Паскаль, Хатчем Паркером и Томом Харди. За производство ленты взялись компании Arad Productions; Matt Tolmach Productions; Pascal Pictures; Hutch Parker Entertainment; Hardy, Son & Baker и Columbia Pictures в сотрудничестве с Marvel Entertainment. 20 октября 2022 года стало известно, что «Веном: Последний танец» будет заключительным фильмом в трилогии о Веноме. Серкис не вернулся к должности режиссёра третьей части, погрузившись в производство анимационного фильма «Скотный двор».

### Предпроизводство
В феврале 2023 года Харди объявил о начале предпроизводства. В апреле Джуно Темпл вступила в переговоры о присоединении к актёрскому составу в нераскрытой «главной роли». В мае Чиветел Эджиофор и Темпл получили роли в фильме. В июне Sony назначила выход фильма в кино на октябрь 2024 года. В феврале 2024 года к актёрскому составу присоединилась Кларк Бако.

### Съёмки
Съёмочный процесс стартовал 26 июня 2023 года на территории Лос-Матеоса в Картахене (Испания), а также в региональном парке Кальбланке; проходил под рабочим названием Orwell (с англ. — «Оруэлл»). Фабиан Вагнер выступил оператором; Вагнер ранее работал в качестве дополнительного оператора «Венома 2». Начало забастовки SAG-AFTRA в середине июля 2023 года привело к остановке съёмок. Вскоре после окончания забастовки актёров релиз фильма был перенесён на 8 ноября 2024 года — дату, которую Sony ранее зарезервировала для неназванного фильма Marvel. Съёмки возобновились 16 ноября. В конце февраля 2024 года Джуно Темпл объявила, что съёмочный процесс ленты завершился.

### Постпроизводство
В марте 2024 года фильм получил подзаголовок «Последний танец» и новую дату кинорелиза — 25 октября 2024 года. Тизер-трейлер картины вышел 3 июня 2024 года. В этот же день выяснилось, что Пегги Лу и Стивен Грэм повторили роли миссис Чен и Патрика Маллигана из «Венома» и «Венома 2»; также в ленте снялись Рис Иванс (игравший Курта Коннорса / Ящера в «Новом Человеке-пауке» 2012 года и «Человеке-пауке: Нет пути домой» 2021 года), Аланна Юбак и Кристо Фернандес (появившийся в «Нет пути домой» в роли бармена, разговаривавшего с перенесённым в «Кинематографическую вселенную Marvel» Броком).

### Музыка
Дикон, Дэн написал музыку к фильму.

## Релиз
Мировая премьера фильма состоялась 21 октября 2024 года. Выход фильма в прокат в США состоялся 25 октября 2024 года в IMAX и других форматах премиум-класса. Изначально «Веном: Последний танец» имел следующие даты кинопремьеры: октябрь 2024, 12 июля 2024 и 8 ноября 2024 года.
В апреле 2021 года Sony подписала соглашение с Netflix и Disney о правах на показ их фильмов, выпущенных с 2022 по 2026 год, после проката в кинотеатрах и выхода на домашних носителях. Netflix подписал контракт на получение эксклюзивных прав на показ, который будет длиться 18 месяцев и коснётся фильмов о Веноме, выпущенных после «Венома 2». Disney подписал контракт, включающий права на показ фильмов на стриминговых сервисах Disney+ и Hulu, а также на трансляции по телесетям Disney.

## Критика
На сайте Rotten Tomatoes фильм имеет рейтинг 36 % «свежести» на основе 99 рецензий кинокритиков. А на Metacritic фильм имеет 41 балл из 100 на основе 37 рецензий кинокритиков.